# Zbigniew Herbert
Zbigniew Herbert (Lwów, 1924. október 29. – Varsó, 1998. július 28.) lengyel költő, esszéista, drámaíró, rádiójáték-író és moralista. A modern lengyel költészet egyik legismertebb és leggyakrabban fordított képviselője.

## Élete
Jómódú, részben angol és örmény eredetű családban született. Földalatti gimnáziumban tett érettségit, mivel az oroszokat követő németek gyakorlatilag az összes gimnáziumot bezárták Lengyelországban. A második világháború alatt a Honi Hadsereg tagjaként részt vett az ellenállási mozgalomban. A kommunizmus idején nem vállalt közéleti szerepet. Költőként 1950-ben mutatkozott be, de első verseskötetét csak 1956-ban adták ki. 1958-tól hosszabb külföldi ösztöndíjakat kapott Franciaországba, Németországba, Görögországba és az Amerikai Egyesült Államokba. Az 1980-as években a lengyel ellenzék legfontosabb költője lett. 1986-tól Párizsban élt, ahonnan 1992-ben tért vissza Lengyelországba.
Magyarországon viszonylag későn kezdték el fordítani műveit, azok is elsősorban esszék voltak (Barbár a kertben, Csendélet zablával), és költészetéből az első válogatás csak 1979-ben jelent meg Az angyal kihallgatása címmel, az Európa Könyvkiadó-nál. A szejm a 2008-as évet Zbigniew Herbert évének nyilvánította.

## Magyarul

### Versek
- Az angyal kihallgatása; ford. Weöres Sándor, Nagy László, Gimes Romána, vál. Kovács István, utószó Pályi András; Európa, Bp., 1979 (Napjaink költészete)
- Az ízlés hatalma. Válogatott versek; ford. Gömöri György; Orpheusz, Bp., 1998
- Fortinbras gyászéneke. Válogatott versek; ford. Csordás Gábor et al., vál., utószó Körner Gábor; Kalligram, Pozsony, 2009 ISBN 978-80-8101-158-0

### Esszék
- Barbár a kertben. Esszék; ford. Gimes Romána, utószó Pályi András; Európa, Bp., 1976 (Modern könyvtár)
- Csendélet zablával; Orpheusz, Bp., 1998
- Labirintus a tengerparton; ford. Mihályi Zsuzsa; Európa, Bp., 2003 (Mérleg)
- Barbár a kertben és más esszék; vál., utószó, szöveggond. Pályi András, ford. Gimes Romána et al.; Kalligram, Pozsony, 2010 ISBN 978-80-8101-157-3

## Emlékezete Magyarországon
Herbertnek mellszobrot állítottak a Palotai 1956-os Nemzetközi Szoborparkban.

## Fordítás
- Ez a szócikk részben vagy egészben a Zbigniew Herbert című angol Wikipédia-szócikk ezen változatának fordításán alapul.  Az eredeti cikk szerkesztőit annak laptörténete sorolja fel. Ez a jelzés csupán a megfogalmazás eredetét és a szerzői jogokat jelzi, nem szolgál a cikkben szereplő információk forrásmegjelöléseként.